# ゲーム会社一覧
ゲーム会社一覧（ゲームがいしゃいちらん）では、主に 「家庭用コンピュータゲームソフトウェアの開発（ゲームデベロッパー）または販売（ゲームパブリッシャー）を行う日本国内の企業」 を一覧にまとめる。
- このページは、コンピュータエンターテインメントレーティング機構（CERO）の審査対象ゲーム機向けにゲームソフトウェアを開発・販売している会社の一覧である。
- 数が膨大になるため、携帯電話ゲーム、パソコンゲーム（オンラインゲーム含む）専門の会社は別途対応のこと。
- アダルトゲームの開発・販売会社は「アダルトゲームメーカー一覧」を参照のこと。
- 十分な記事を作成してから一覧に追加する。
- パッケージソフトのパブリッシング（出版/販売）を行っている会社は●印で示す。
- Webサイトや制作実績から近年の事業活動が不明な会社に関しては、適宜調整を行う。
- 純粋持株会社、ブランド・レーベル名のみの項目は含まない。
- 登記上の商号に英数を用いるものは英数の項目に記述。
- 読みを優先し、系列企業を字下がりにしない。

## 存続している会社

### 英数字
- 1-UPスタジオ
- comcept
- CRAFTS&MEISTER
- Cygames●
- D4エンタープライズ
- Dragami Games
- epics
- EXNOA●
- FELISTELLA
- HAKAMA
- HIKE●
- IMAGICA GEEQ
- KADOKAWA（Gotcha Gotcha Games）
- MAGES.●
- Megg
- Phoenixx●
- qureate
- Rejet
- RS34
- SNK●
- SRD
- SYUPRO-DX
- Tango Gameworks

### あ行
- アークシステムワークス●
- アーゼスト
- アートディンク●
- アール
- アイディアファクトリー●
- アクアプラス●
- アクセスゲームズ
- アクティブゲーミングメディア（PLAYISM）●
- アクリア
- アクワイア●
- アトラス●
- アニプレックス●
- アポロソフト
- アリカ
- アルカディア・プロジェクト
- アルテピアッツァ
- アルヴィオン●
- アルティ●
- アルファ・システム
- イザナギゲームズ●
- イマジニア●
- イリンクス
- イルカ
- インディーズゼロ
- インティ・クリエイツ●
- インテリジェントシステムズ
- インテンス
- インフィニティー
- ヴァニラウェア
- ウィッチクラフト
- ヴィテイ
- ウィル
- エイティング
- エインシャント
- エクスペリエンス●
- エコールソフトウェア
- エディア●
- エムツー●
- エンターグラム●
- オーイズミ・アミュージオ●
- オーツー
- オインクゲームズ
- 大宮ソフト
- オフィスクリエイト●
- オルジェスタ
- 音楽館

### か行
- カイロソフト
- カプコン●
- カヤックアキバスタジオ
- 河本産業（nn.system）
- ガンバリオン
- ガンホー・オンライン・エンターテイメント●
- キャトルコール
- キャメロット
- キュー・ゲームス
- キュート
- グッド・フィール
- グラスホッパー・マニファクチュア
- クラップハンズ
- グランゼーラ●
- グランディング
- クリーチャーズ
- グルーブボックスジャパン
- グレッゾ
- グレフ●
- ケーツー
- ゲームアーツ
- ゲームスタジオ●
- ゲームフリーク
- 元気
- 工画堂スタジオ
- 甲南電機製作所
- コーエーテクモゲームス●
- コジマプロダクション
- 娯匠
- コスモマキアー●
- ゴッチテクノロジー
- コトブキソリューション（ケムコ）●
- コナミデジタルエンタテインメント●
- コロプラ●
- コンパイルハート●
- コンパイル丸

### さ行
- サイバーコネクトツー
- サクセス●
- さざなみ
- サン電子
- サンドロット
- シーエイプロダクション
- ジーチョイス
- ジー・モード
- ジェンデザイン
- シティコネクション●
- ジニアス・ソノリティ
- シフト
- シムス
- 集英社ゲームズ
- ジュピター
- シルバースタージャパン●
- シンク・アンド・フィール
- シンソフィア
- ズー
- ズーム
- スカラベスタジオ
- スクウェア・エニックス●
- スターフィッシュ・エスディ●
- スタジオ斬
- スティング
- スパイク・チュンソフト●
- スマイルブーム
- スリーリングス
- セガ●
- ソニー・インタラクティブエンタテインメント●
- ソニックパワード●
- ソラ
- ソレイユ

### た行
- タイトー●
- タカラトミー●
- タカラトミーアーツ●
- 拓洋興業（TAKUYO）●
- タムソフト
- ツェナワークス
- ディースリー・パブリッシャー●
- ディンプス
- テンキー
- トイロジック
- トゥーキョーゲームス
- トーセ
- トイボックス
- トムクリエイト
- トライアングル・サービス
- トライエース
- トライクレッシェンド
- ドリームファクトリー

### な行
- ナウプロダクション
- ナツメアタリ●
- 七音社
- 日本一ソフトウェア●
- 日本コロムビア●
- 日本ファルコム●
- 日本マイクロソフト●
- 任天堂●
- ニンテンドーキューブ
- ヌードメーカー
- ネイロ
- ノイズ

### は行
- ハイド
- パオン・ディーピー
- ハチノヨン
- ハピネット●
- ハムスター●
- ハル研究所
- バンダイナムコエンターテインメント●
- バンダイナムコスタジオ
- バンダイナムコフォージデジタルズ
- ハ・ン・ド
- ビサイド
- ビジュアルアーツ
- ヒストリア
- ヒューネックス
- ファンコーポレーション
- フォーウィンズ
- ブシロード（ブシロードゲームズ）●
- フライハイワークス●
- ブラウニーズ
- プラチナゲームズ●
- ブリッジ
- フリュー●
- フレイムハーツ
- ブロッコリー●
- プロトタイプ●
- フロム・ソフトウェア●
- フロントウイング
- ヘキサドライブ
- ベストメディア
- ヘッドロック
- ポイソフト
- ポケットペア
- ポリフォニー・デジタル
- ポリゴンマジック

### ま行
- マーベラス●
- マトリックス
- ミレニアムキッチン
- メディア・ビジョン
- メトロ
- メビウス●
- モス●
- モノリスソフト

### や・ら・わ行
- ユークス
- ライトウェイト●
- ラセングル●
- ランカース
- ランド・ホー
- レイニーフロッグ●
- レジスタ
- レッド・エンタテインメント●
- レベルファイブ●
- ロケットスタジオ
- ワーカービー●
- ワンオアエイト

## 事業撤退した会社
家庭用ゲーム事業からは撤退したが、モバイルゲームなど別の事業で存続している会社を列挙する。
（5年以上の開発・販売実績のない休眠会社や、版権管理のみで実質的に家庭用ゲーム部門が休眠状態の会社も含む）
- アイレム（アイレムソフトウェアエンジニアリングにゲーム開発事業を譲渡、アピエスと改称）
- アイレムソフトウェアエンジニアリング
- アジェンダ
- アスキー
- アスミック・エース
- アルゼ
- アルトロン
- イートレックジャパン
- インクリメント・ピー
- インターチャネル
- エイプ
- エクシング・エンタテイメント
- エピックソニーレコード
- エポック社
- エム・ティー・オー
- 学習研究社
- ガイア
- カゼ・ネット
- カネコ
- カルチャーブレーン
- キノトロープ
- キングレコード
- クリエイティヴ・コア（親会社の日本コロムビアに事業移管）
- ケイブ
- ゲームのるつぼ
- 講談社
- コトブキシステム（コトブキソリューションにケムコブランドを含めた事業移管）
- サミー
- サンタエンタテイメント
- GAE
- CBSソニー
- シグマ商事（関連会社のシグマにアミューズメント部門を譲渡、ケイエム企業と改称）
- シスコン
- システムサコム
- システムソフト（ゲームソフト事業をシステムソフト・アルファーに譲渡）
- システムソフト・アルファー（ゲームソフト事業を日本一ソフトウェア傘下のシステムソフト・ベータへ譲渡）
- シャノアール
- 翔泳社
- JDS
- シリコンスタジオ
- スキップ
- セイブ開発
- ジョルダン
- ソフエル
- タスケ
- ティー・ワイ・オー
- ディライトワークス
- データウエスト
- テクノブレイン
- デジフロイド
- 東映アニメーション
- 東宝
- 東北新社
- ドラス
- トレジャー
- トンキンハウス（東京書籍）
- ナムコ
- ハートビート
- パイオニアLDC
- バップ
- パリティビット（開発部門をゲームアディクトへ移管）
- バンダイ
- バンプレスト
- PHP研究所
- ビスコ
- ビック東海
- ビバリウム
- ビング
- びんぼうソフト
- ファミリーソフト
- プロペ
- ベネッセコーポレーション
- 冒険企画局
- ポニーキャニオン
- メサイヤ
- マイクロキャビン
- 毎日コミュニケーションズ
- マジックシード
- メガハウス
- メディアクエスト
- メディアファクトリー
- メルダック
- 魔法（旧ホームデータ）
- やのまん
- レイアップ

## 吸収合併や事業譲渡などにより解散した会社

### 2つ以上の会社による吸収合併・事業譲渡
「アルゼマーケティングジャパン」へ移行
- セタ
- アルゼグローバルトレーディング（旧：サクノス→ノーチラス）

「SNK」（新社）へ版権などの移行
- ADK（同名会社は別企業）
- SNK（旧社）

- ナスカ

- ザウルス
- 夢工房（旧エイコム）

「カプコン」へ移行
- クローバースタジオ
- フラグシップ

「コーエーテクモゲームス」へ移行
- コーエー
- テクモ
- ガスト

「コナミ」を経て「コナミデジタルエンタテインメント」へ移行
1995年頃から開発チームを分社化し以下のゲーム開発子会社を設立していったが、2005年に一連の子会社をコナミ本社に再統合（吸収合併）した。2006年にコナミは純粋持株会社となり、ゲームソフト開発などを手掛ける新会社「コナミデジタルエンタテインメント」を設立した。

- コナミコンピュータエンタテインメントスタジオ

- コナミコンピュータエンタテインメント大阪

- コナミコンピュータエンタテインメント神戸
- コナミコンピュータエンタテインメント名古屋

- コナミコンピュータエンタテインメント札幌
- コナミコンピュータエンタテインメント横浜

- コナミコンピュータエンタテインメント東京
- コナミコンピュータエンタテインメントジャパン

- コナミコンピュータエンタテインメント新宿
- コナミコンピュータゲームズ青山

- コナミコンピュータエンタテインメント六本木

「コナミデジタルエンタテインメント」発足以降
- メガサイバー
- ハドソン
- デジタルゴルフ

「スクウェア・エニックス」へ移行
- エニックス
- スクウェア
- タイトー（タイトーソフトを経てスクウェア・エニックスに吸収合併）
- Luminous Productions
- Tokyo RPG Factory

「スパイク・チュンソフト」へ移行
- ゲームズアリーナ
- スパイク
- チュンソフト
- T&E SOFT

「セガ」の開発子会社（本社から分社された後再統合）
2000年に自社の開発チームを10の子会社に分社。2003年に7社に再編。2004年のセガとサミーの経営統合の際に、ゲーム音楽部門であるウェーブマスターを除いて、全て本社に再統合した。

- アミューズメントヴィジョン
- ウェーブマスター（一時期ゲームソフト開発も行う。ゲーム音楽の会社として現存）
- SEGA-AM2
- セガワウ
  - ワウ エンターテイメントとオーバーワークスの合併した会社

- ソニックチーム
  - ユナイテッド・ゲーム・アーティスツ（ソニックチームに営業譲渡）

- スマイルビット
- デジタルレックス（2003年の再編時に新設）
- ヒットメーカー
  - セガ・ロッソ（ヒットメーカーに吸収合併）

「タカラトミー」へ移行
- タカラ（ゲームソフト事業は、当時子会社のアトラスが引継ぎ）
- トミー

「ディースリー・パブリッシャー」へ移行
- ディースリー（当時の親会社）
- エンターテイメント・ソフトウェア・パブリッシング

「バンダイナムコゲームス」を経て「バンダイナムコスタジオ」へ移行
- ナムコ（ゲームソフト事業）
- ナムコ・テイルズスタジオ
- バンプレスト（ゲームソフト事業）
- バンダイネットワークス

「B.B.スタジオ（後のバンダイナムコフォージデジタルズ）」へ移行
- バンプレソフト
- ベック

「マーベラスAQL（後のマーベラス）」へ移行
- AQインタラクティブ

- アートゥーン
- キャビア
- フィールプラス

- マーベラスエンターテイメント

「KADOKAWA」に統合し、ブランドカンパニーへ移行。発売元を「角川ゲームス」に統合
- アスキー・メディアワークス
- エンターブレイン
- 角川書店
- キャラアニ

### その他、合併・倒産・解散などにより、組織として存続していない会社
十分な記事を作成してから追加してください。
あ行
- アーテイン
- アイイーインスティテュート
- アイキ
- I'MAX
- アガツマ・エンタテインメント
- アクセス
- アクセラ
- アクレイム・エンタテインメント
- アスガルド
- アスク
- アスペクト
- アタリジャパン
- アテナ
- アプシィ（IMAGICA GEEQに吸収合併）
- アルケミスト
- アルファドリーム
- アルファ・ユニット
- アルュメ
- イースリースタッフ（ハーティーロビンのブランド名[注 2][1][2]）
- イニス（後継会社はイニスジェイ→LIONA）
- イメージエポック
- インデックス（旧法人、後に澤田ホールディングス100%子会社となりiXITに社名変更した新法人のインデックスとは別会社）
- ヴァルハラゲームスタジオ（ソレイユに吸収合併）
- ヴィジット
- ウィンキーソフト
- ウェップ・システム
- ウルフ・チーム
- エーアイ
- SGラボ
- エス・ピー・エス
- NECアベニュー
- NECホームエレクトロニクス
- NMK
- エイエムアイ
- エイプリルソフト
- エクサム
- エヌケーシステム
- オルカ

か行
- 加賀クリエイト（Naxat）
- 角川ゲームス
- カラフル
- ガンホー・ワークス
- キッド
- キャラクターソフト
- キューエンタテインメント
- キラウェア
- クインテット
- クエスト
- クライマックス
- グラムス（2018年設立のgumi子会社とは別企業）
- グランプリ
- クレアテック
- クロスノーツ
- クロン
- ゲームリパブリック
- ケイ・アミューズメントリース
- ケイエスエス
- ココナッツジャパンエンターテイメント
- コンテライド（ニトロプラスに吸収合併）
- コンパイル

さ行
- Xio
- 彩京
- サイバーフロント
- サイバーヘッド（旧アルシスソフト）
- サイレンス
- サンテックジャパン
- サンライズインタラクティブ
- サンリツ電気（退社した元社長がセガと共同出資でシムスを設立）
- SEEDS
- ジークラフト
- J・ウイング
- Jフォース
- Genterprise
- システムプリズマ（日本一ソフトウェアに吸収合併）
- ジャレコ
- ジャレコ・ホールディング（ゲームソフト事業部門のジャレコをゲームヤロウに売却、EMCOMホールディングスと改称）
- シュールド・ウェーブ
- ショウエイシステム
- シング
- シンクアーツ
- スクリプトアーツ
- 朱雀
- スタジオWING
- セガ・インタラクティブ（セガに吸収合併）
- セガ・ファルコム
- セタ
- ゼネラル・エンタテイメント
- セリウス
- ソフトプロ

た行
- タクミコーポレーション
- データイースト
- データム・ポリスター
- ディンゴ
- ディンプル
- テクノスジャパン
- テクノソフト
- デジキューブ
- テトリスオンライン・ジャパン
- テンゲン
- トーワチキ
- 東亜プラン
- 東芝EMI
- 徳間書店インターメディア
- トムキャットシステム
- トライファースト

な行
- ニホンクリエイト
- 日本システムサプライ
- 日本テレネット
- 日本物産
- ニュー
- ニンジャスタジオ
- ネクスエンタテインメント
- ネバーランドカンパニー

は行
- ハッカーインターナショナル
- ハドソン
- パルソフト
- パンサーソフトウェア
- パンチライン
- パンドラボックス（後継会社はシャノン）
- バンプール
- BIT2
- BPS
- ピクセルアーツ
- ビデオシステム
- ヒューマン
- 5pb.（ブランド名としてのみ存続）
- フィルインカフェ
- フェイス
- フォグ（ブランド名としてのみ存続）
- フライト・プラン
- プロジェクトソラ
- プロデュース!
- ヘクト
- ボーステック
- ポピー
- ホット・ビィ
- ボトムアップ
- ポンスビック

ま行
- マーベラスインタラクティブ
- マイケルソフト
- マイルストーン
- 満開製作所
- メイクソフトウェア
- メイメディア
- メディアカイト
- メディアリング
- モバイル21
- ミッチェル

や～わ行
- UPL
- 悠紀エンタープライズ
- ヨネザワ
- ライジング
- ライトスタッフ
- ラブデリック
- リバーヒルソフト
- ロケットカンパニー（イマジニアに吸収合併）
- ロコモティブ
- ワークジャム
- 童

## 関連団体
- コンピュータエンターテインメント協会（CESA）
- 日本コンピュータゲーム協会（JCGA）
- コンピュータエンターテインメントレーティング機構（CERO）
- 日本アミューズメント産業協会(JAIA、アーケードゲーム)
- Entertainment Software Association（ESA、エンターテインメントソフトウェア協会、アメリカ）
- Entertainment Software Rating Board（ESRB、エンターテインメントソフトウェアレイティング委員会、アメリカとカナダ）
- Interactive Software Federation of Europe（ISFE、欧州インタラクティブ・ソフトウェア連盟）
- Pan European Game Information（PEGI、汎欧州ゲーム情報）